# Myrmekologia
Myrmekologia – gałąź entomologii zajmująca się badaniem mrówek w środowisku naturalnym oraz w środowisku sztucznym.
Myrmekolodzy hodują mrówki korzystając ze sztucznych gniazd (formikarium) w celu obserwowania i poznawania ich zachowania.